# 6GH8
6GH8 (より一般的には6GH8A) は、中利得（μ、ミュー）三極真空管とシャープカットオフ五極真空管の機能を組み合わせて封入した、9ピンのミニチュア真空管。真空管によってはカソードが1つで共有されているものもあるが、6GH8はプレートとカソードのそれぞれが、2つに分離されて独立している。

## 用途
通常、この形式の真空管は、ラジオやテレビ受信機のマルチバイブレータ型水平偏向回路、自動利得制御（AGC）増幅回路、同期分離回路に使われた。
これらは、 RCAの CTCシリーズ カラーテレビセットで、カラー信号復調素子として使われたが、故障が多いので、しばしば交換を余儀なくされた。 

## 同種の真空管
その他に、RETMA規格のヒーター電圧6V、三極・五極組み合わせ封入型真空管には、次のものがある。
6F7、6P7、6U8、6X8、6X9、6AG9、6AH9、6AN8、6AT8、6AU8、6AW8、6AX8、6AZ8、6BE8、6BH8、6BL8、6BR8、6CG8、6CH8、6CM8、6CS8、6CU8、6CX8、6DZ8、6EA8、6EB8、6EH8、6EU8、6FG7、6FV8、6GE8、6GJ7、6GJ8、6GN8、6GV7、6GV8、6GW8、6GX7、6HB7、6HG8、6HL8、6HZ8、6JA8、6JC8、6JN8、6JV8、6JW8、6KA8、6KD8、6KE8、6KR8、6KT8、6KV8、6KY8、6KZ8、6LC8、6LF8、6LJ8、6LM8、6LN8、6LR8、6LX8、6MG8、6MQ8、6MU8、6MV8